# Bob ai XVII Giochi olimpici invernali
Ai XVII Giochi olimpici invernali svoltisi nel 1994 a Lillehammer (Norvegia) vennero assegnate due medaglie, bob a 2 e bob a 4 maschili.

## Calendario
| Uomini | Bob a due | Bob a due |  |  |  |  |  | Bob a quattro | Bob a quattro |   |
| Finali |           | 1         |  |  |  |  |  |               | 1             | 2 |

## Atleti iscritti
| America (35) | America (35)                                                                                               | America (35)                                                                            |
| --- | --- | --------------------------------------------------------------------------------------- |
| - Canada (8) - Giamaica (4)                                                                                      | - Isole Vergini Americane (6) - Porto Rico (5)                                                             | - Stati Uniti (10) - Trinidad e Tobago (2)                                              |
| Asia (7) | |                                                                                         |
| - Giappone (5)                                                                                                   | - Taipei cinese (2)                                                                                        |                                                                                         |
| Europa (107) | |                                                                                         |
| - Armenia (2) - Austria (9) - Bosnia ed Erzegovina (5) - Bulgaria (2) - Francia (8) - Germania (12) - Grecia (2) | - Italia (9) - Lettonia (8) - Monaco (4) - Paesi Bassi (2) - Regno Unito (8) - Rep. Ceca (4) - Romania (4) | - Russia (6) - San Marino (2) - Svezia (4) - Svizzera (10) - Ucraina (4) - Ungheria (2) |
| Oceania (6) | |                                                                                         |
| - Australia (4)                                                                                                  | - Samoa Americane (2)                                                                                      |                                                                                         |

## Podi

### Uomini
| Evento                   | Oro                                                                      | Tempo   | Argento                                                           | Tempo   | Bronzo                                                                | Tempo   |
| Bob a due (dettagli)     | Svizzera I Gustav Weder Donat Acklin                                     | 3'30"81 | Svizzera II Reto Götschi Guido Acklin                             | 3'30"86 | Italia I Günther Huber Stefano Ticci                                  | 3'31"01 |
| Bob a quattro (dettagli) | Germania II Harald Czudaj Karsten Brannasch Olaf Hampel Alexander Szelig | 3'27"78 | Svizzera I Gustav Weder Donat Acklin Kurt Meier Domenico Semeraro | 3'27"84 | Germania I Wolfgang Hoppe Ulf Hielscher René Hannemann Carsten Embach | 3'28"01 |

## Medagliere
| Posizione | Paese    |   |   |   | Totale |
| --------- | -------- | - | - | - | ------ |
| 1         | Svizzera | 1 | 2 | 0 | 3      |
| 2         | Germania | 1 | 0 | 1 | 2      |
| 3         | Italia   | 0 | 0 | 1 | 1      |
| Totale    | Totale   | 2 | 2 | 2 | 6      |